# پروژه ماشین‌ها
پروژه ماشین‌ها (انگلیسی: Project CARS) یک بازی ویدئویی در سبک شبیه‌ساز رانندگی است که توسط اسلایتلی مد استودیوز توسعه یافته و به‌وسیلهٔ باندای نامکو انترتینمنت در سال ۲۰۱۵ و در پلت‌فرم‌های پلی‌استیشن ۴، اکس‌باکس وان، و مایکروسافت ویندوز منتشر شده‌است.